# Episodi di Carovane verso il West (quarta stagione)
La quarta stagione della serie televisiva Carovane verso il West (Wagon Train) è andata in onda negli Stati Uniti dal 28 settembre 1960 al 21 giugno 1961 sulla NBC.
| nº | Titolo originale                | Prima TV USA      | Titolo italiano | Prima TV Italia |
| -- | ------------------------------- | ----------------- | --------------- | --------------- |
| 1  | Wagons Ho!                      | 28 settembre 1960 |                 |                 |
| 2  | The Horace Best Story           | 5 ottobre 1960    |                 |                 |
| 3  | The Albert Farnsworth Story     | 12 ottobre 1960   |                 |                 |
| 4  | The Allison Justis Story        | 19 ottobre 1960   |                 |                 |
| 5  | The Jose Morales Story          | 26 ottobre 1960   |                 |                 |
| 6  | The Princess of a Lost Tribe    | 2 novembre 1960   |                 |                 |
| 7  | The Cathy Eckhart Story         | 9 novembre 1960   |                 |                 |
| 8  | The Bleymier Story              | 16 novembre 1960  |                 |                 |
| 9  | The Colter Craven Story         | 23 novembre 1960  |                 |                 |
| 10 | The Jane Hawkins Story          | 30 novembre 1960  |                 |                 |
| 11 | The Candy O'Hara Story          | 7 dicembre 1960   |                 |                 |
| 12 | The River Crossing              | 14 dicembre 1960  |                 |                 |
| 13 | The Roger Bigelow Story         | 21 dicembre 1960  |                 |                 |
| 14 | The Jeremy Dow Story            | 28 dicembre 1960  |                 |                 |
| 15 | The Earl Packer Story           | 4 gennaio 1961    |                 |                 |
| 16 | The Patience Miller Story       | 11 gennaio 1961   |                 |                 |
| 17 | The Sam Elder Story             | 18 gennaio 1961   |                 |                 |
| 18 | The Weight of Command           | 25 gennaio 1961   |                 |                 |
| 19 | The Prairie Story               | 1º febbraio 1961  |                 |                 |
| 20 | The Path of the Serpent         | 8 febbraio 1961   |                 |                 |
| 21 | The Odyssey of Flint McCullough | 15 febbraio 1961  |                 |                 |
| 22 | The Beth Pearson Story          | 22 febbraio 1961  |                 |                 |
| 23 | The Jed Polke Story             | 1º marzo 1961     |                 |                 |
| 24 | The Nancy Palmer Story          | 7 marzo 1961      |                 |                 |
| 25 | The Christopher Hale Story      | 15 marzo 1961     |                 |                 |
| 26 | The Tiburcio Mendez Story       | 22 marzo 1961     |                 |                 |
| 27 | The Nellie Jefferson Story      | 5 aprile 1961     |                 |                 |
| 28 | The Saul Bevins Story           | 12 aprile 1961    |                 |                 |
| 29 | The Joe Muharich Story          | 19 aprile 1961    |                 |                 |
| 30 | The Duke Shannon Story          | 26 aprile 1961    |                 |                 |
| 31 | The Will Santee Story           | 3 maggio 1961     |                 |                 |
| 32 | The Jim Bridger Story           | 10 maggio 1961    |                 |                 |
| 33 | The Eleanor Culhane Story       | 17 maggio 1961    |                 |                 |
| 34 | The Chalice                     | 24 maggio 1961    |                 |                 |
| 35 | The Janet Hale Story            | 31 maggio 1961    |                 |                 |
| 36 | Wagon to Fort Anderson          | 7 giugno 1961     |                 |                 |
| 37 | The Ah Chong Story              | 14 giugno 1961    |                 |                 |
| 38 | The Don Alvarado Story          | 21 giugno 1961    |                 |                 |

## Wagons Ho!
- Prima televisiva: 28 settembre 1960
- Diretto da: Herschel Daugherty
- Scritto da: Jean Holloway

### Trama
- Guest star: Olive Sturgess (Melanie Evans), Ellen Corby (zia Em), Peter Mamakos (capo Gray Eagle), Henry Corden (Black Feather), Mickey Rooney (Samuel T. Evans), Carlos Romero (guerriero indiano)

## The Horace Best Story
- Prima televisiva: 5 ottobre 1960
- Diretto da: Jerry Hopper
- Scritto da: Jean Holloway

### Trama
- Guest star: Joe Flynn (Edwin Crook), Ken Curtis (Pappy Lightfoot), Allen Jenkins (Gillespie), Otto Waldis (Otto Osterloh), George Gobel (Horace Best), Mary Field (Mrs. Gillespie)

## The Albert Farnsworth Story
- Prima televisiva: 12 ottobre 1960
- Diretto da: Herschel Daugherty
- Scritto da: Gene L. Coon

### Trama
- Guest star: Quintin Sondergaard (soldato), Orville Sherman (Freehan), Jan Arvan (capo), John Kroger (tenente), Charles Laughton (Albert Farnsworth), James Fairfax (Jeremy Oakes), Terence de Marney (Mike O'Toole), Kathleen O'Malley (Sherry O'Toole), Gina Gillespie (Peggy O'Toole), Robert Brown (Tim O'Toole), Neyle Morrow (Cheyenne Brave)

## The Allison Justis Story
- Prima televisiva: 19 ottobre 1960
- Diretto da: Ted Post
- Scritto da: Norman Jolley

### Trama
- Guest star: Michael Burns (Billy Justis), Gloria DeHaven (Allison Justis), Greg Stewart (Bert Justis), Edward G. Robinson Jr. (vice), Dan Tobin (sceriffo Fred Miller)

## The Jose Morales Story
- Prima televisiva: 26 ottobre 1960
- Diretto da: Virgil Vogel
- Scritto da: Gene L. Coon

### Trama
- Guest star: Steve Darrell (dottor Stern), Charles Herbert (Joseph Oliver), Jose Gonzales-Gonzales (Carlos), Gregg Palmer (Raleigh), Lee Marvin (Jose Morales), Lon Chaney, Jr. (Louis Roque), Clark Howat (Aaron Oliver), Aline Towne (Patience Oliver), Alex Montoya (Paco)

## The Princess of a Lost Tribe
- Prima televisiva: 2 novembre 1960
- Diretto da: Richard Whorf
- Scritto da: Jean Holloway

### Trama
- Guest star: Edward Mallory (Mike Kelly), Linda Lawson (principessa Lia), Frank Jenks (Carl "Dutch" Anders), Raymond Greenleaf (Jerald Kelly), Raymond Massey (Montezuma IX), Chet Stratton (John Miller)

## The Cathy Eckhart Story
- Prima televisiva: 9 novembre 1960
- Diretto da: Sutton Roley
- Soggetto di: Vince Giffon

### Trama
- Guest star: Ron Hayes (Whitey), Gregory Walcott (Jeff Miller), Brad Johnson (tenente), Martin Landau (predicatore), Susan Oliver (Cathy Eckhart), John Larch (Ben Harkness), Vivi Janiss (Sarah Harkness), Claire Carleton (donna)

## The Bleymier Story
- Prima televisiva: 16 novembre 1960
- Diretto da: Virgil Vogel
- Soggetto di: Milton Krims

### Trama
- Guest star: Elen Willard (Belle Bleymier), James Drury (Justin Claiborne), Juney Ellis (Mrs. Cowan), John McLiam (Latch), Dan Duryea (Samuel Bleymier), David McMahon (Ed Cowan)

## The Colter Craven Story
- Prima televisiva: 23 novembre 1960
- Diretto da: John Ford
- Scritto da: Tony Paulson

### Trama
- Guest star: Charles Seel (Mort), Hank Worden (Hank Shelley), Jack Pennock (Drill Sergeant Malloy), Willis Bouchey (Jesse Grant), John Wayne (generale William Tecumseh Sherman), John Carradine (Park Cleatus), Carleton G. Young (dottor Colter Craven), Anna Lee (Alarice Craven), Paul Birch (Ulysses S. Grant), Ken Curtis (Kyle Cleatus), Cliff Lyons (Creel), Chuck Hayward (Quentin Cleatus), Dennis Rush (Jamie), Beula Blaze (madre di Jamie), Richard H. Cutting (colonnello Lollier), Annelle Hayes (Julia Grant), Mae Marsh (Hannah Grant), Chuck Roberson (Junior)

## The Jane Hawkins Story
- Prima televisiva: 30 novembre 1960
- Diretto da: R. G. Springsteen
- Scritto da: Norman Jolley

### Trama
- Guest star: Kathie Browne (Laura Mattox), Sherwood Price (Jesse), Art Stewart (negoziante), Nestor Paiva (barista), Myrna Fahey (Jane Hawkins), Edgar Buchanan (Ben Mattox), Whit Bissell (dottor Mortimer Hicks), Kay Stewart (Abby Hicks), Gil Perkins (maniscalco)

## The Candy O'Hara Story
- Prima televisiva: 7 dicembre 1960
- Diretto da: Tay Garnett
- Scritto da: Harold Swanton

### Trama
- Guest star: Lane Bradford (Marshal), Fred Sherman (proprietario), Craig Duncan (minatore), Connie Van (Annabelle), Joan O'Brien (Candy O'Hara), Jim Davis (Gabe Henry), Teddy Rooney (Luther Henry), Edith Evanson (Granny Henry), Richard H. Cutting (Zeke Plummer), Robert Lowery (Marty Benson), Jimmie Booth (ballerino)

## The River Crossing
- Prima televisiva: 14 dicembre 1960
- Diretto da: Jesse Hibbs
- Scritto da: Jean Holloway

### Trama
- Guest star: Marshall Reed (Tom), Ron Harper (tenente Bevins), Allen Jaffe (Black Forest), Dennis McCarthy (Hawkins), Charles Aidman (colonnello Buckner), Robert J. Wilke (Jabez Moore), Claudia Bryar (Mrs. Moore), Michael Keep (Dark Eagle), X Brands (Broken Finger), Colette Jackson (Gray Sparrow)

## The Roger Bigelow Story
- Prima televisiva: 21 dicembre 1960
- Diretto da: Jerry Hopper
- Scritto da: Floyd Burton

### Trama
- Guest star: Robert Vaughn (Roger Bigelow), Audrey Dalton (Nancy Bigelow), Claude Akins (Wes Varney), Ronnie Rondell, Jr. (Henry Tate)

## The Jeremy Dow Story
- Prima televisiva: 28 dicembre 1960
- Diretto da: Virgil Vogel
- Scritto da: Harold Swanton

### Trama
- Guest star: Morgan Woodward (Jubal Ash), Michael Burns (Bruce Millikan), David Garcia (guerriero indiano), Dal McKennon (commesso), Leslie Nielsen (Jeremy Dow / Jeff Durant), Mari Aldon (Hester Millikan), James Lydon (Clete Millikan), John War Eagle (Iron Hand)

## The Earl Packer Story
- Prima televisiva: 4 gennaio 1961
- Diretto da: Sutton Roley
- Scritto da: Gene L. Coon

### Trama
- Guest star: Ernest Borgnine (Earl Packer), Edward Binns (Bill Strode), Rex Holman (Harry), Jane Burgess (ragazza)

## The Patience Miller Story
- Prima televisiva: 11 gennaio 1961
- Diretto da: Mitchell Leisen
- Scritto da: Jean Holloway

### Trama
- Guest star: Tammy Windsor (Brown Robin), Jason Robards, Sr. (White Hawk), Robert Bice (Windy Hill), Charlotte Fletcher (Morning Song), Rhonda Fleming (Patience Miller), Michael Ansara (North Star), E. J. Andre (Wise), Terry Burnham (Prudence Miller), Henry Brandon (Dark Eagle), Morgan Woodward (Spotted Horse), Bart Braverman (Evening Star), Eddie Little Sky (guerriero indiano)

## The Sam Elder Story
- Prima televisiva: 18 gennaio 1961
- Diretto da: Virgil Vogel
- Scritto da: William Raynor, Myles Wilder

### Trama
- Guest star: Walter Coy (Ben Allen), Ray Stricklyn (sergente Perks), Roger Mobley (Ty Anderson), Roberta Shore (Millie Allen), Everett Sloane (Sam Elder), Adrienne Marden (Lila Allen)

## The Weight of Command
- Prima televisiva: 25 gennaio 1961
- Diretto da: Herschel Daugherty
- Scritto da: Harold Swanton

### Trama
- Guest star: Nancy Rennick (Judith Foster), Dan Riss (George Gentry), Clancy Cooper (Joe Henry), Jan Arvan (Charlie), Tommy Rettig (Billy Gentry), Jeanne Bates (Hester Gentry), Richard Crane (Dan Foster), Dana Dillaway (Prudence Gentry), Wilton Graff (colonnello), Henry Wills (leader)

## The Prairie Story
- Prima televisiva: 1º febbraio 1961
- Diretto da: Mitchell Leisen
- Scritto da: Jean Holloway

### Trama
- Guest star: Mickey Sholdar (Garth Kirby), Diane Jergens (Sally Miller), Ilana Dowding (Patience Kirby), Jack Buetel (Jack Reynolds), Beulah Bondi (nonna Bates), Jan Clayton (Charity Kirby), John Archer (Matt Kirby), Virginia Christine (Clara Reynolds), William Herrin (Tom Miller)

## The Path of the Serpent
- Prima televisiva: 8 febbraio 1961
- Diretto da: Virgil Vogel
- Scritto da: Jean Holloway

### Trama
- Guest star: Melinda Plowman (Penelope Huntington), Noah Beery, Jr. (Ruddy Blaine), Jay Silverheels (Serpent), Paul Birch (sergente Huntington), Robert Hariand (caporale Taylor)

## The Odyssey of Flint McCullough
- Prima televisiva: 15 febbraio 1961
- Diretto da: Frank Arrigo
- Scritto da: Leonard Praskins, Sloan Nibley

### Trama
- Guest star: Laurie Main (padre Francis Xavier Sweeney), Tony Maxwell (Sweeney), Clay Randolph (tenente Kenny), Bryan Russell (Timmy), Henry Hull (Gideon Banning), Michael Burns (Homer Banning), Dana Dillaway (Cassie Banning), Suzi Carnell (Kathie Banning), Milan Smith (Mescalero Scout)

## The Beth Pearson Story
- Prima televisiva: 22 febbraio 1961
- Diretto da: Virgil Vogel
- Scritto da: Norman Jolley, Peter Germano

### Trama
- Guest star: Virginia Grey (Beth Pearson/Ranie Webster), Johnny Washbrook (Ronald Pearson), Del Moore (Johnson)

## The Jed Polke Story
- Prima televisiva: 1º marzo 1961
- Diretto da: Virgil Vogel
- Scritto da: Peter Germano

### Trama
- Guest star: Perry Lopez (Jeff), Ron Hayes (Ross Amber), Frank Gerstle (Otto), Dennis Holmes (Cotton Polke), John Lasell (Jed Polke), Joyce Meadows (Reba Polke), Willard Waterman (dottor Day), Morgan Woodward (Walt Keene), Juney Ellis (Kate)

## The Nancy Palmer Story
- Prima televisiva: 7 marzo 1961
- Diretto da: John English
- Scritto da: Theodore Ferro, Mathilde Ferro

### Trama
- Guest star: Harry Lauter (Will Davidson), Rory Stevens (Billy), Bern Hoffman (MacGregor), Med Flory (sceriffo Giles), Audrey Meadows (Nancy Palmer), Jack Cassidy (Dan Palmer), Elisha Cook, Jr. (Lem Salters), Vivi Janiss (Madge Salters), Jeanne Bates (Mrs. MacGregor), Roger Mobley (Freddie), Laurie Perreau (Doreen)

## The Christopher Hale Story
- Prima televisiva: 15 marzo 1961
- Diretto da: Herschel Daugherty
- Scritto da: Norman Jolley

### Trama
- Guest star: Charles Horvath (Muerto), Wesley Lau (Stevens), William Demarest (Hennessey), Boyd 'Red' Morgan (Wash), Lee Marvin (Jud Benedict), L. Q. Jones (Lenny), Nancy Rennick (Mrs. Stevens), Claire Carleton (Mrs. Hennessey), Gabrielle des Enfants (Bonnie Stevens)

## The Tiburcio Mendez Story
- Prima televisiva: 22 marzo 1961
- Diretto da: David Lowell Rich
- Scritto da: Gene L. Coon

### Trama
- Guest star: Lisa Gaye (Alma Mendez), Lane Bradford (Cross), Neyle Morrow (Enrique), Orville Sherman (Smothers), Nehemiah Persoff (Tiburcio Mendez), Russell Collins (giudice Alfred Black), Leonard Nimoy (Joaquin Delgado), David Garcia (Providencio Gomez), Colette Jackson (giovane madre)

## The Nellie Jefferson Story
- Prima televisiva: 5 aprile 1961
- Diretto da: Virgil Vogel
- Scritto da: Harold Swanton

### Trama
- Guest star: Dennis Rush (Homer), H. M. Wynant (Bart Haskell), Don C. Harvey (Marshal), Gail Bonney (Mrs. Schroeder), Janis Paige (Nellie Jefferson), Don Megowan (Sean Hennessey), Vince Williams (George Knight)

## The Saul Bevins Story
- Prima televisiva: 12 aprile 1961
- Diretto da: Joseph Pevney
- Scritto da: Jean Holloway

### Trama
- Guest star: Charles Herbert (Job Bevins), Vivi Janiss (Martha Bevins), Charles Carlson (Lonnie), Willard Waterman (Andrew Harley), Rod Steiger (Saul Bevins), Rachel Ames (Jane Harley), I. Stanford Jolley (Jed)

## The Joe Muharich Story
- Prima televisiva: 19 aprile 1961
- Diretto da: Virgil Vogel
- Scritto da: Gene L. Coon

### Trama
- Guest star: Stacy Harris (sceriffo), Doodles Weaver (Efen Dirkin), William Mims (vice Fisk), Ken Mayer (Jonesy), Akim Tamiroff (Joe Muharich), Robert Blake (Johnny Cayman), Susan Silo (Betty Whittaker), Tristram Coffin (Whittaker), Kelton Garwood (Claude Dirkin)

## The Duke Shannon Story
- Prima televisiva: 26 aprile 1961
- Diretto da: Virgil Vogel
- Scritto da: Norman Jolley

### Trama
- Guest star: James Griffith (Sterkel), Frank McHugh (Henry Shannon), Leonard P. Geer (Clay), John Cason (Jeff), Maudie Prickett (Ethel)

## The Will Santee Story
- Prima televisiva: 3 maggio 1961
- Diretto da: Ted Post
- Scritto da: Harold Swanton

### Trama
- Guest star: Barbara Beaird (Wendy Santee), Virginia Christine (Amanda Santee), Dal McKennon (Lee), John Crawford (Edwin Booth), Dean Stockwell (Will Santee), Harry Von Zell (Fred McDermott), Jocelyn Brando (Agnes McDermott), Millie Perkins (Jessie McDermott), Dennis McCarthy (membro dello scompartimento del treno)

## The Jim Bridger Story
- Prima televisiva: 10 maggio 1961
- Diretto da: David Butler
- Scritto da: Jean Holloway

### Trama
- Guest star: Nestor Paiva (sergente Hoag), Barbara Woodell (Millie Anders), Glenn Strange (capitano Fox), Francis DeSales (Mark Anders), Karl Swenson (Jim Bridger), John Doucette (generale Jameson), Jackie Russell (Mavis Beddoe), Hank Brandt (Gray Beddoe), Brian G. Hutton (membro dello scompartimento del treno)

## The Eleanor Culhane Story
- Prima televisiva: 17 maggio 1961
- Diretto da: Ted Post
- Scritto da: Gene L. Coon

### Trama
- Guest star: Renata Vanni (Inez), Orville Sherman (barista), Dennis McCarthy (cittadino), Hank Patterson (vecchio), Felicia Farr (Eleanor Culhane), John Lasell (Riker Culhane), Russell Thorson (sceriffo Ed Harris), Gloria Clark (cittadina)

## The Chalice
- Prima televisiva: 24 maggio 1961
- Diretto da: Virgil Vogel
- Scritto da: William Raynor, Myles Wilder

### Trama
- Guest star: Richard Jaeckel (Barker), Lon Chaney, Jr. (Carstairs), Edward Colmans (Padre), Argentina Brunetti (Lisa Canaveri), Harold Heifetz (Marcello Canaveri)

## The Janet Hale Story
- Prima televisiva: 31 maggio 1961
- Diretto da: David Lowell Rich
- Scritto da: Norman Jolley

### Trama
- Guest star: Wendy Winkelman (Marie Hale), Robert Warwick (Red Cloud), Dennis Guernsey (Jimmy Martin), X Brands (nativo americano), Jeanette Nolan (Janet Hale), Bethel Leslie (Helen Martin), Charles Aidman (Whit Martin), Bobby Hyatt (Jeff Hale), Richard H. Cutting (Josh Hale), Claudia Bryar (Ada Hale), Kathy Converse (Sally Martin)

## Wagon to Fort Anderson
- Prima televisiva: 7 giugno 1961
- Diretto da: Ted Post
- Scritto da: Peter Germano

### Trama
- Guest star: Carol Eve Rossen (Fay Ellison), Don Rickles (Joe Carder), Hal Needham (guerriero), Candy Moore (Sue Ellison), Albert Salmi (George Carder), Lou Webb (Broken Nose)

## The Ah Chong Story
- Prima televisiva: 14 giugno 1961
- Diretto da: Virgil Vogel
- Soggetto di: Terry Wilson

### Trama
- Guest star: Jess Kirkpatrick (proprietario), Arnold Stang (Ah Chong), Boyd 'Red' Morgan (Wash), Frank Ferguson (sceriffo), Robert Dugan (giocatore di poker)

## The Don Alvarado Story
- Prima televisiva: 21 giugno 1961
- Diretto da: David Butler
- Scritto da: Jean Holloway

### Trama
- Guest star: Martin Garralaga (Don Alvarado), Jerry Lazarre (Eduardo), Harvey Stephens (direttore della banca), Robert Osterloh (Wilber Martin), Andra Martin (Teresa Gervado), Vladimir Sokoloff (Felipe), Minerva Urecal (Maria), Michael Forest (Julio), Ed Nelson (sceriffo Donovan), Ken Terrell (Hayes), David Faulkner (Rudolfo), Armand Alzamora (Bartholomeo), Rodolfo Hoyos, Jr. (Padre)